# Werner Tawaststjerna

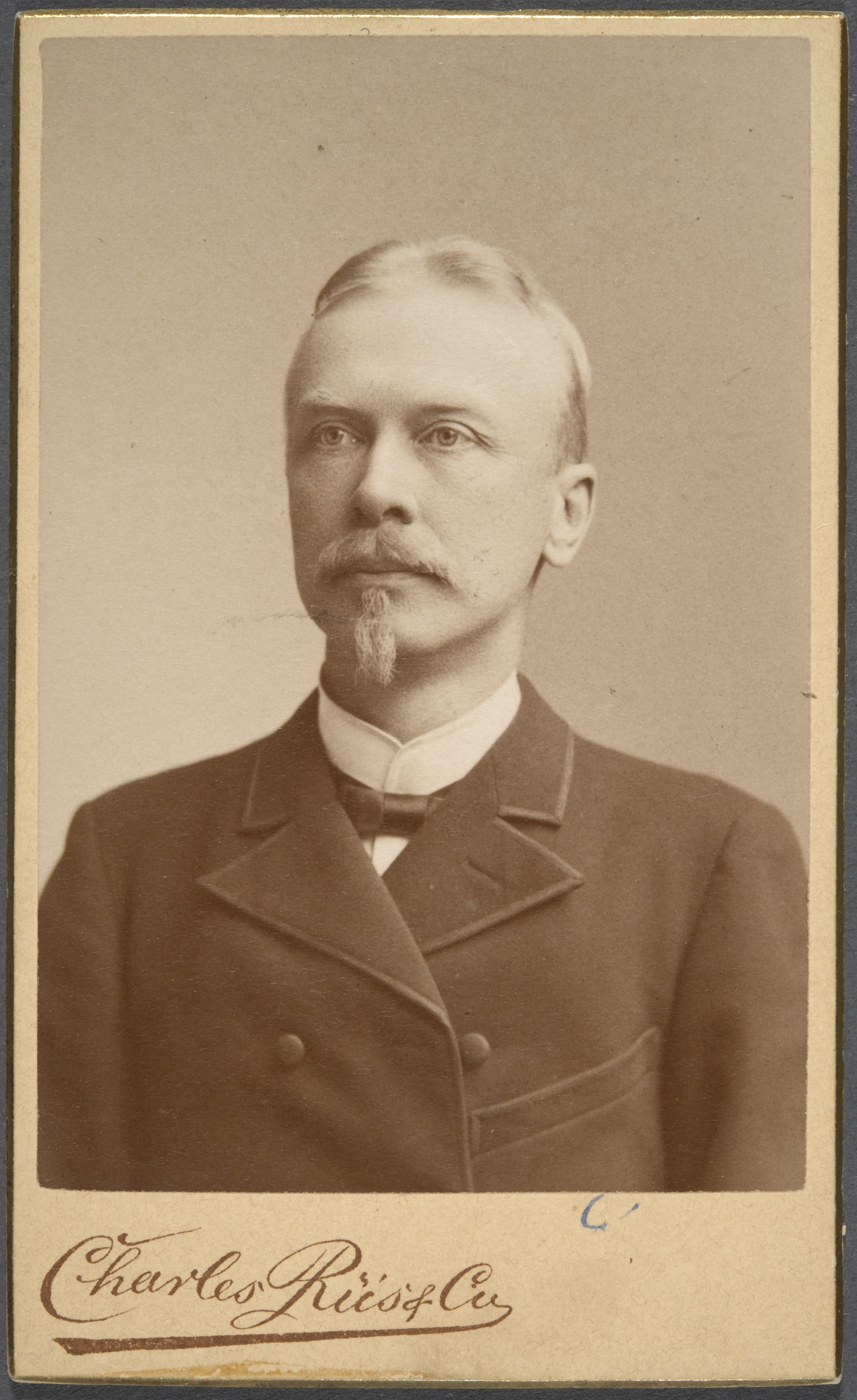
Tawaststjerna på 1890-talet.

Werner Nikolaus Tawaststjerna, född 11 mars 1848 i Jyväskylä, död 15 april 1936 i Helsingfors, var en finländsk historiker. Han var far till riksdagsledamoten Elli Hiidenheimo samt farfar till Erik Tawaststjerna.
Tawaststjerna disputerade för filosofie licentiat 1876. Han undervisade 1877–1907 i historia vid finska normallyceet och innehade därefter olika poster vid Skolstyrelsen; var guvernör i Kuopio län 1911–1913.
Som historiker ägnade Tawaststjerna sig främst åt det sena 1500-talets historia i Finland, bland annat i verket Pohjoismaiden viisikolmattavuotinen sota (1918–1920). Han var hängiven fennoman. Han erhöll Statsråd (rysk titel)statsråds titel 1905.